# Nannocythere
Nannocythere is een geslacht van kreeftachtigen uit de klasse van de Ostracoda (mosselkreeftjes).

## Soorten
- Nannocythere delicata (Whatley & Eynon, 1995)
- Nannocythere pavo (Malcomson, 1886) Athersuch & Horne, 1983
- Nannocythere remanei Schaefer, 1953